# Petrom City
Petrom City este cartierul general al companiei Petrom, amplasat în zona de nord a Bucureștiului.
Petrom City este cel mai mare sediu al unei companii din România.
A fost inaugurat la data de 1 decembrie 2010, în urma unei investiții de 130 de milioane de euro.
Proiectul a început în aprilie 2008.
Ansamblul este alcătuit din cinci clădiri - două imobile ovale de birouri, o construcție cu formă clasică, un centru de date și o centrală electrică ce va produce energia necesară micului oraș.
Petrom City are o suprafață totală de 100.000 de metri pătrați, 70.000 de metri pătrați de birouri și dispune de 900 de locuri de parcare.
Amplasat în zona Străulești din partea de nord a Bucureștiului, noul centru al operațiunilor Petrom va găzui circa 2.500 de angajați, care înainte au lucrat în opt sedii din Capitală și din Ploiești.